# 2014 en water-polo
Cet article présente les faits marquants de l'année 2014 en water-polo.

## Calendrier international
- Championnat d'Europe de water-polo féminin 2014 et masculin 2014 à Budapest (Hongrie).